# 1974 en France
Chronologie de la France
- 1970
- 1971
- 1972
- 1973
- 1974
- 1975
- 1976
- 1977
- 1978

Cet article présente les faits marquants de l'année 1974 en France.

## Événements

### Janvier
- 19 janvier : la France abandonne la défense des parités fixes, mais ajustables, flottement autonome du franc[1]. Sa sortie du serpent monétaire européen réduit ce dernier à un mécanisme croupion[2].
- 21 janvier-29 avril : grève des métallurgistes avec occupation des usines Rateau de La Courneuve[3].
- 25-27 janvier : première édition du Salon international de la bande dessinée d'Angoulême[4].
- 26 janvier : échec de la motion de censure sur la politique monétaire du Gouvernement déposée par la Gauche le 23 janvier[5].

### Février
- 4 février : Marceau Long fait connaître son projet d'une organisation décentralisée de l'ORTF[5].

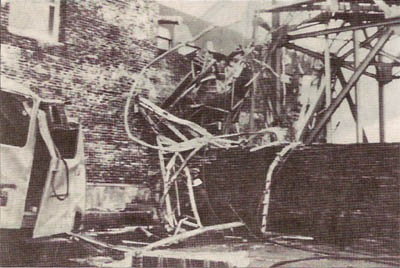
Le pylône de Roc'h Trédudon effondré sur les locaux de l'ORTF après l'attentat. Le Télégramme, édition du 15 février 1974

- Nuit du 13 au 14 février : destruction de l'émetteur de Roc'h Trédudon par le Front de libération de la Bretagne[6].
- 22 février : Roger Frey est nommé Président du Conseil constitutionnel[7].
- 26 février : grève à la Banque de France et dans le secteur bancaire plus généralement. Le mouvement commencé début février au Crédit Lyonnais, surnommé « Mai des banques » par les militants CFDT, s'étend aux principales banques françaises et dure neuf semaines, jusqu'au 17 avril[8],[9].
- 27 février : Pierre Messmer démissionne, puis est confirmé dans ses fonctions de Premier ministre[6].
- 28 février :
  - le projet de réforme du ministre de l'Éducation nationale Joseph Fontanet est approuvé par la Conférence des présidents d'université[6].
  - inauguration du Palais des congrès de Paris[10].

### Mars
- 1er mars : création du GIGN par Christian Prouteau
- 1er mars : troisième gouvernement Pierre Messmer[5].
- 3 mars : accident aérien du Vol 981 Turkish Airlines près de Senlis. 346 morts[11].
- 5 mars : un conseil ministériel restreint décide l'accélération du programme nucléaire français ; seize nouvelles unités sont envisagées (plan Messmer)[12].
- 8 mars :
  - inauguration de l' aéroport Charles de Gaulle[5].
  - manifestations étudiantes et lycéennes contre le projet de loi Fontanet[5].
- 29 mars : circulation du dernier train commercial à vapeur entre la gare de Béning et celle de Sarreguemines[13].
- Le Gisti publie Le petit livre juridique des travailleurs immigrés aux éditions Maspero[14].

### Avril
- 2 avril : mort de Georges Pompidou, président de la République. Le président du Sénat Alain Poher devient président par intérim[15].

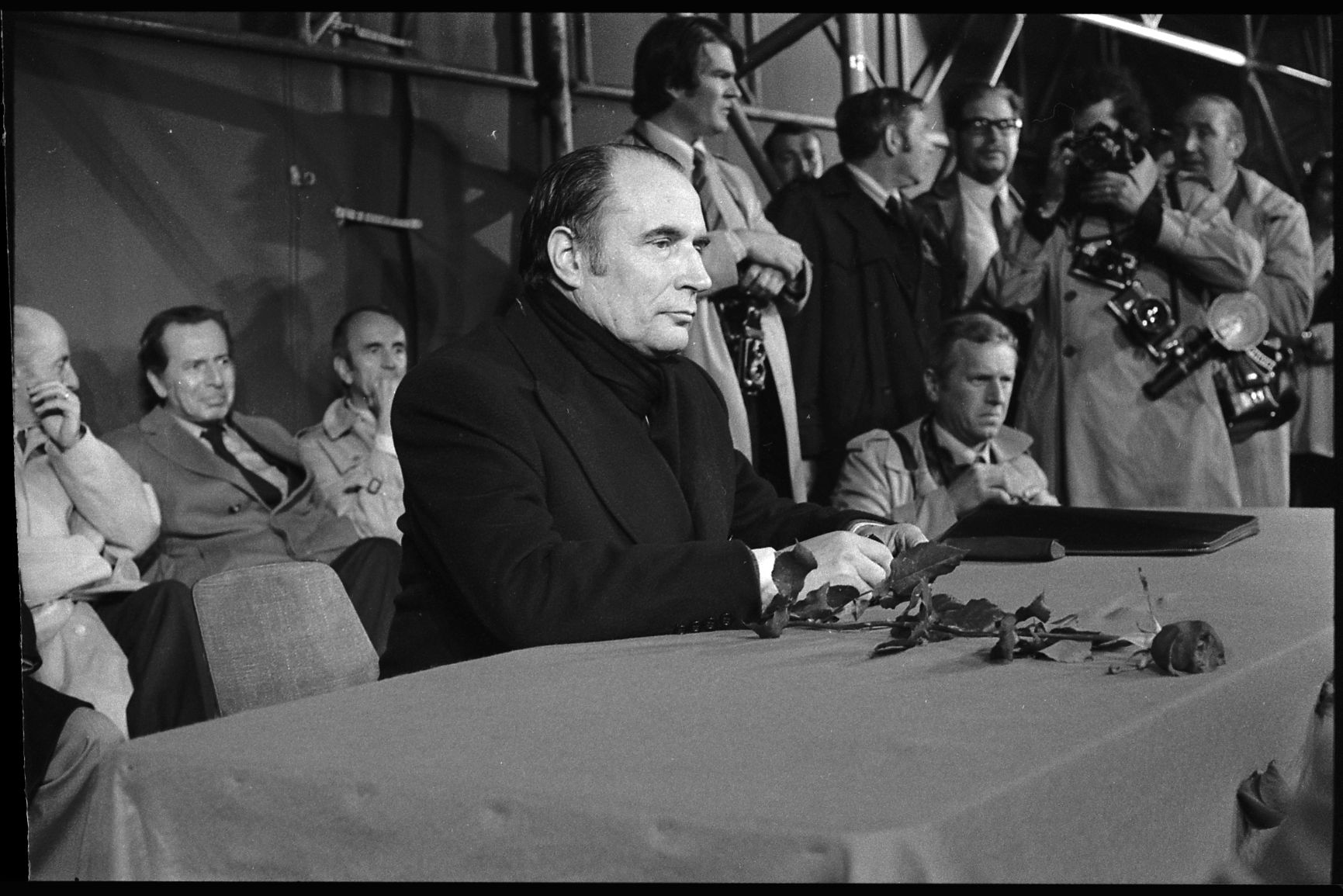
Meeting de Mitterrand au stadium de Toulouse le 3 mai 1974.

- 8 avril-17 mai : campagne présidentielle de François Mitterrand[16].
- 13 avril : Appel des 43 en faveur d'une candidature unique de la majorité[15].

### Mai
- 2 mai : Raymond Barre publie dans La Vie française un article intitulé « Les candidats n'osent pas en parler : l’austérité »[17].
- 3 mai : ratification du Protocole additionnel à la Convention européenne des droits de l'homme (portant protection de la propriété, droit à l'instruction et droit à des élections libres)[18].
- 5 mai : Valéry Giscard d'Estaing se qualifie pour le second tour de l'élection présidentielle avec 32,6 % des suffrages contre Jacques Chaban-Delmas (15,10 %) et Jean Royer (3,17 %), le candidat de l'union de la gauche François Mitterrand obtient 43,24 %[15].
- 9-24 mai : festival de Cannes[19].
- 10 mai : débat télévisé de l'entre deux-tours. « Vous n'avez pas le monopole du cœur » de Valéry Giscard d'Estaing[20], face au candidat de l'union de la gauche François Mitterrand.

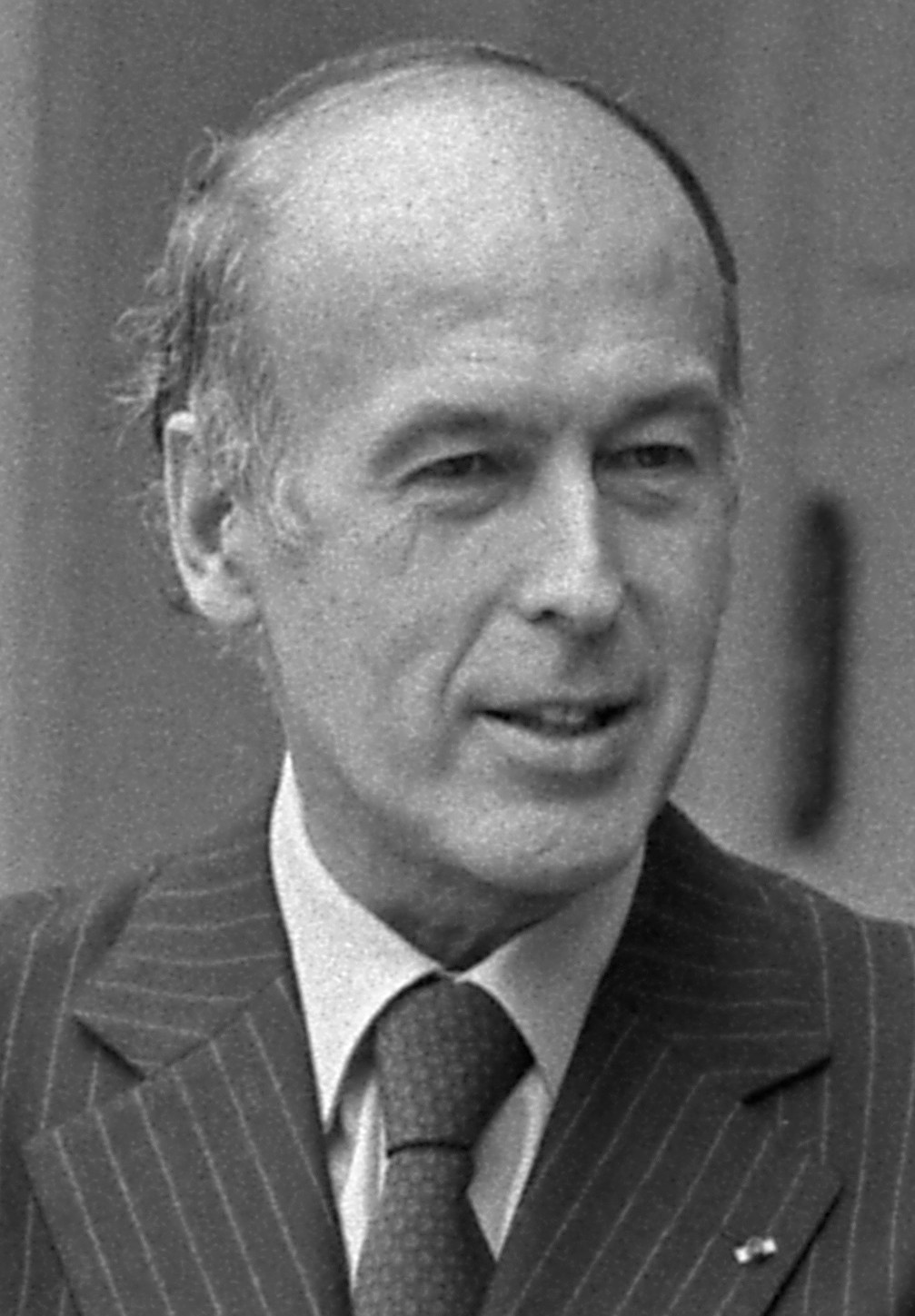
Valéry Giscard d'Estaing en 1976.

- 19 mai : élection de Valéry Giscard d'Estaing à la présidence de la République française avec 50,8 % des suffrages exprimés contre François Mitterrand[20].

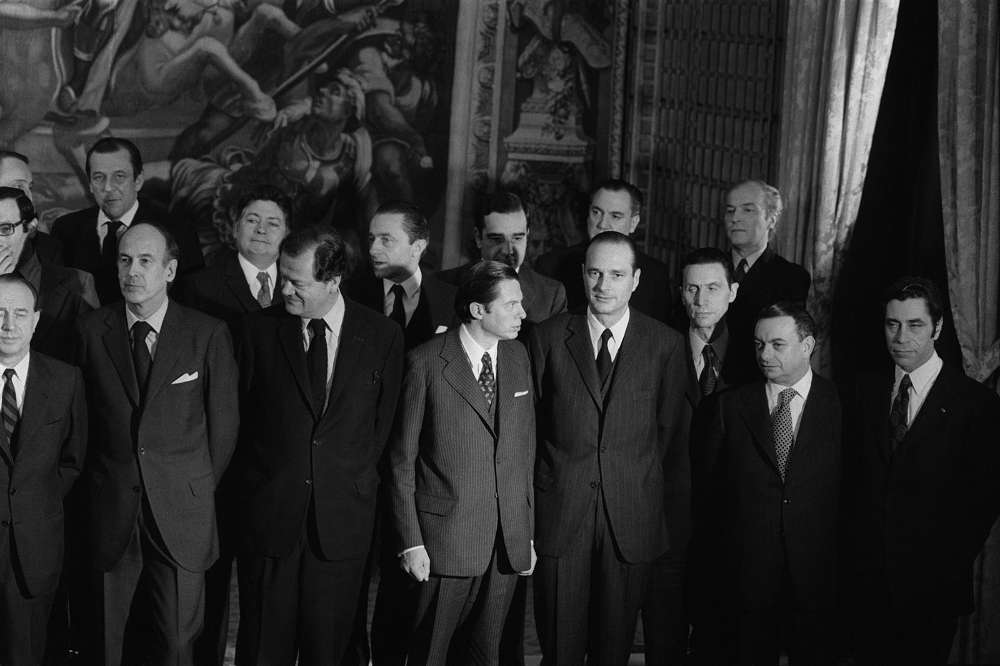
Le gouvernement Chirac en janvier 1975.

- 27 mai : investiture de Valéry Giscard d'Estaing ; Jacques Chirac est nommé Premier ministre[20].
- 28 mai : premier gouvernement de Jacques Chirac[21]. Simone Veil, nommée à la Santé, est la première femme de la Ve République à exercer les fonctions de ministre de plein exercice[22].

### Juin
- 3 juin : enlèvement et meurtre de la petite Marie-Dolorès Rambla, âgée de huit ans. Le 5 juin, Christian Ranucci, vingt ans, est arrêté puis avoue le crime le 6 juin. Il sera ensuite condamné à mort le 10 mars 1976 puis exécuté le 28 juillet 1976[23].
- 12 juin : annonce du plan « Plan de refroidissement » de l'économie du ministre des finances Jean-Pierre Fourcade face à la crise[24] : prolongation de l'encadrement du crédit, élévation du taux d'escompte, renforcement de la surveillance des prix, accroissement de la pression fiscale (impôts sur les sociétés et hauts revenus, taxe sur les profits immobiliers et sur les plus-values nées de l'inflation), hausse des prix de l'énergie pour en réduire la consommation[25].

### Juillet
- 1er juillet : majoration de 22 % du minimum vieillesse[26],[27].
- 4 juillet : loi Cressard qui reconnaît aux journalistes pigistes le statut de journaliste professionnel et des indemnités de licenciement[28].
- 5 juillet :
  - la majorité civique passe de 21 à 18 ans[20].
  - la première décision du tout nouveau secrétariat d'état aux travailleurs immigrés est de suspendre par décret l'immigration officielle des travailleurs non-européens[29]. Il s'agit de la « fermeture des frontières », jamais remis en cause depuis.
- 16 juillet :
  - création d'un secrétariat d'État à la condition féminine. Françoise Giroud, secrétaire d’État à la condition féminine[20].
  - en application du plan Fourcade une loi de finances rectificative institue une surtaxe exceptionnelle sur les sociétés égale à 18 % de l'impôt sur les sociétés et une taxe exceptionnelle sur les profits immobiliers. Les coefficients réglant les amortissements dégressifs sont réduits. L'impôt sur le revenu est augmenté de façon progressive et plus ou moins remboursable selon la tranche d'imposition du contribuable[30],[31].

### Août
- 7 août : l'ORTF est démantelé en sept sociétés autonomes[20].
- 17-18 août : second rassemblement au Larzac contre l'extension du camp militaire ; plus de 100 000 personnes se rendent sur le Causse pour une fête des moissons intitulée « Moisson Tiers-monde »[32].
- Nuit du 21 au 22 août : viol de deux jeunes touristes belges dans une calanque près de Marseille. Début de l'affaire Tonglet Castellano[33].

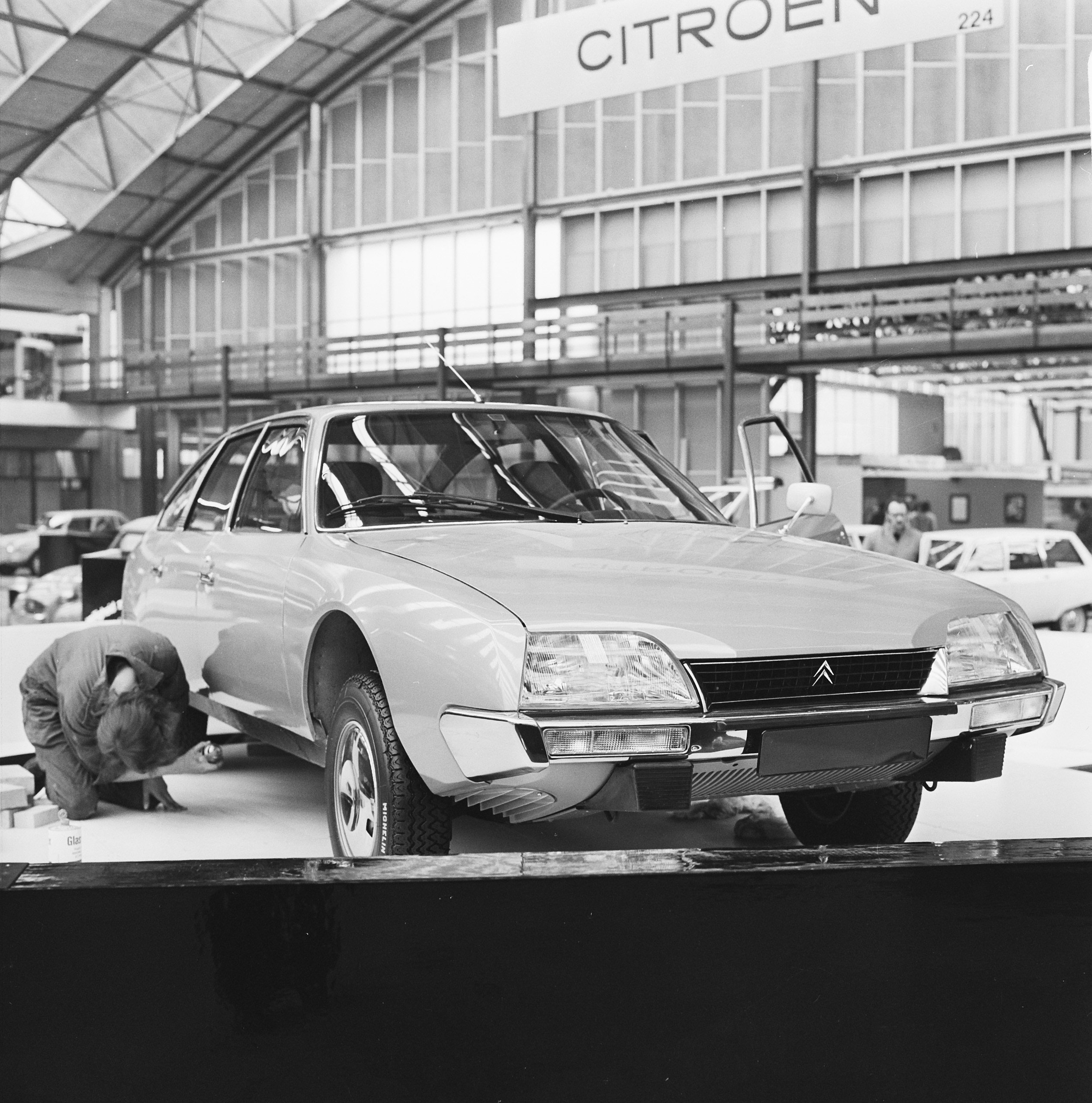
La Citroen CX présentée au salon de l'automobile d'Amsterdam en février 1975.

- 28 août : la Citroën CX est présentée au public, elle remplace la légendaire Citroën DS[34].

### Septembre
- 10 septembre : création de comités de soldats au sein du 19e régiment d'artillerie à Draguignan[35].
- 11 septembre : l'équipage du paquebot France prend le contrôle du navire et oblige le commandant à mouiller dans le chenal d'accès au port du Havre. Après 28 jours d'occupation, un accord est signé le 8 octobre et le paquebot est désarmé le 6 novembre[36].
- 14 septembre : réalisation du dernier des essais nucléaires français atmosphériques[37].
- 15 septembre : l'attentat du drugstore Publicis fait deux morts et trente-quatre blessés[38].
- 21 septembre : l'Union fédérale des magistrat devient « l'Union syndicale des magistrats »[39].
- 22 septembre : progrès de la gauche aux élections sénatoriales[40].

### Octobre
- 12 et 13 octobre : assises du socialisme. Des militants du PSU (Michel Rocard), de la CFDT et des chrétiens de gauche rejoignent le Parti socialiste de François Mitterrand[41].
- 14 octobre : accord interprofessionnel qui prévoit l'indemnisation pendant un an des chômeurs à 90 % du salaire antérieur pour licenciement économique, à la charge des ASSEDIC, l'allocation supplémentaire d'attente (ASA)[42].
- 15 octobre : le Premier ministre Jacques Chirac désigne dix-huit parlementaires en mission chargés « d'humaniser les rapports entre le citoyen et l'administration ». Ils président des « comités d'usagers » dans dix-sept ministères ou secrétariats d’État[43].
- 17 octobre-2 décembre : grève des PTT[44].
- 22 octobre : le directeur général d'Europe n°1 Maurice Siegel, jugé responsable du « persiflage » entendue à l'antenne, est relevé de ses fonctions à la demande du Premier ministre[43].
- 24 octobre : conférence de presse du Président Valéry Giscard d'Estaing ; « Le monde est malheureux parce parce qu'il ne sait pas où il va et parce qu'il devine que s'il le savait ce serait pour découvrir qu'il va à la catastrophe »[43].
- 24-27 octobre : XXIe congrès du Parti communiste français à Vitry-sur-Seine[45].
- 26-27 octobre : journées nationales à Versailles de l'Union des jeunes pour le progrès, qui rompt avec l'UDR
- 29 octobre : réforme de la saisine du Conseil constitutionnel (60 sénateurs, ou 60 députés)[20].

### Novembre
- 19 novembre : grève nationale de solidarité avec la grève des postiers[43].
- 26 novembre : discours de Simone Veil à l'Assemblée nationale pour le droit à l'avortement[46].
- 26 novembre-2 décembre : grève contre éclatement de l'ORTF et la diminution du personnel de l'audiovisuel public. La Maison de la Radio est investie par les grévistes qui séquestrent le président de l'ORTF Marceau Long. Les forces de l'ordre interviennent[47].

### Décembre
- 4 décembre : 
  - Jean-Paul Sartre rend visite à Andreas Baader, chef de la Fraction armée rouge, dans sa prison de Stuttgart[48].
  - seconde loi Neuwirth. La pilule contraceptive est accessible aux mineures sans autorisation parentale et remboursée par la sécurité sociale. De nombreux centres de planning familial sont ouverts[20].
- 5 décembre : violents affrontements à Draguignan entre manifestants et policiers à la suite du transfert de la préfecture de Toulon[43].
- 9 décembre : réunis à Paris, les dirigeants des États-membres de la CEE décident de la création du Conseil européen, à l’initiative du président Giscard d’Estaing, et proposent de faire élire le Parlement européen au suffrage universel direct[49].
- 14-15 décembre[43] : Jacques Chirac prend le contrôle de l'UDR lors du conseil national réuni pour enteriner la réforme des statuts du parti[50].
- 19 décembre : lancement une fusée Thor-Delta du satellite de communication franco-allemand Symphonie-1, suivi par Symphonie-2 le 27 août 1975[51].
- 20 décembre : la loi Veil sur l'interruption volontaire de grossesse (avortement ou IVG)[43]. L'UDR s'opposant au projet, le gouvernement doit s'appuyer sur la gauche pour faire passer la loi.
- 22 décembre : consultation par laquelle 95 % des Comoriens des quatre îles se prononcent pour l'indépendance. 63 % des habitants de Mayotte choisissent de rester rattachés à la France[52].
- 24 décembre : « loi relative à la protection sociale commune à tous les Français et instituant une compensation entre régimes de base de sécurité sociale obligatoires ». Elle tend à la généralisation de la sécurité sociale[20].

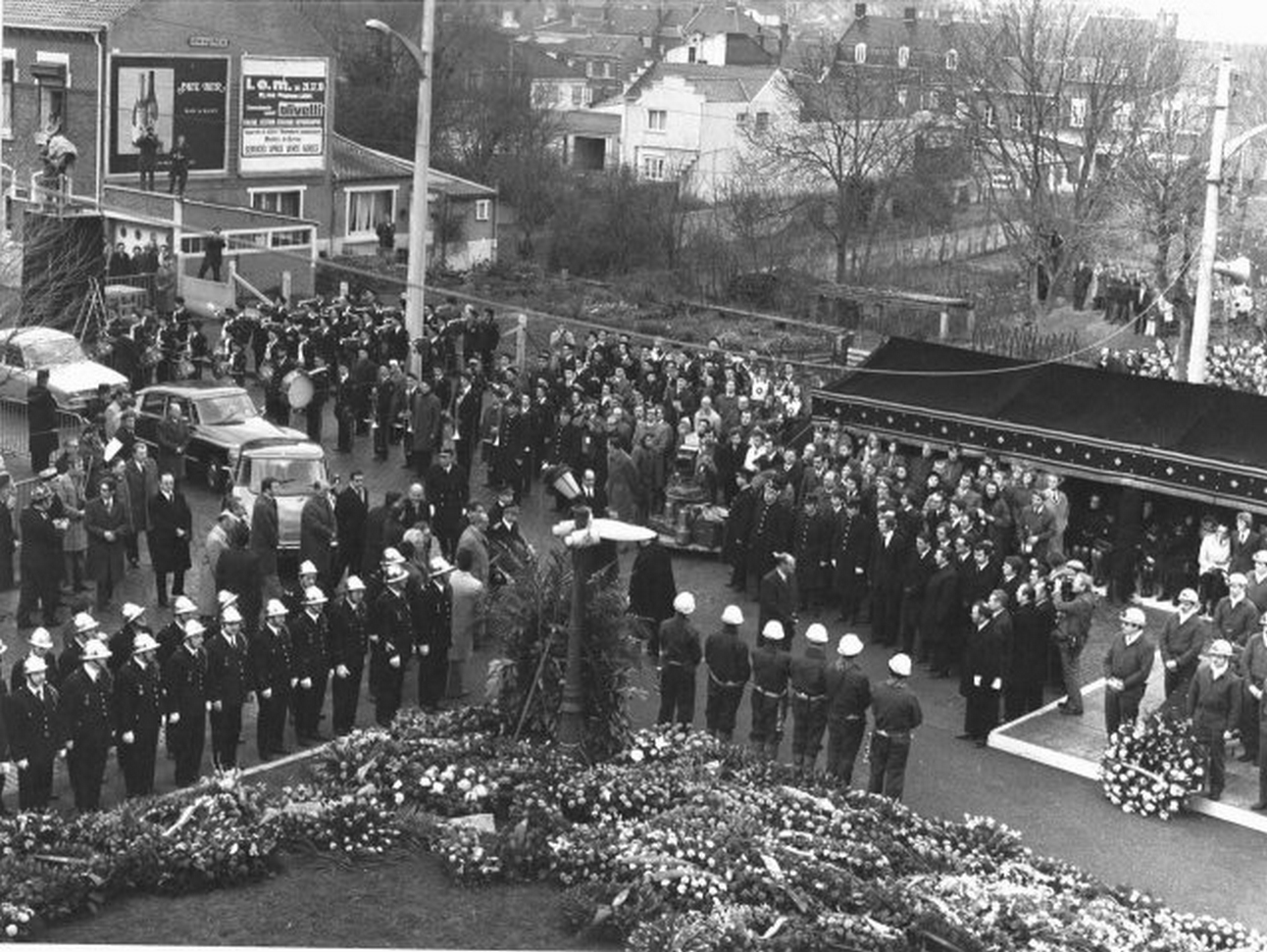
Cérémonies à la suite du coup de grisou de Liévin.

- 27 décembre : un coup de grisou dans la veine de charbon 6 sillons de la fosse 3 dite Saint-Amé fait 42 victimes à Liévin et marque la fermeture du site, appartenant à la Compagnie des mines de Lens[53].

## Naissances en 1974
- 1er janvier : Alexis Nesme,  illustrateur et dessinateur de bande dessinée et de timbres-poste
- 28 janvier : Fabrice Braud, artiste et philosophe.
- 31 janvier : Ary Abittan, acteur et humoriste français.
- 20 février : Fred Testot, acteur et humoriste.
- 26 février : Sébastien Loeb, pilote automobile
- 1er avril : Cyril Raffaelli, acteur, gymnaste, cascadeur et spécialiste en arts martiaux français.
- 18 avril : Olivier Besancenot, homme politique
- 16 juin : Alexandre Astier, acteur, réalisateur, humoriste, producteur, scénariste, compositeur, musicien et auteur français
- 09 août : Tony Pasquiet, consultant formateur SANILOG.
- 3 décembre : 
  - Samantha Rénier, actrice française et fille aînée d'Yves Rénier (décédé le 24 avril 2021).
  - Marie Drucker, journaliste et animatrice de télévision et de radio
- 13 décembre : Richard Dourthe, joueur de rugby à XV
- 26 décembre : Antonia de Rendinger, humoriste française.

## Décès en 1974 en France
- 2 avril : Georges Pompidou, président de la République française
- 18 avril : Marcel Pagnol, écrivain français
- 22 juin : Darius Milhaud, compositeur français
- 7 juillet : Vittorio De Sica, réalisateur et acteur italien
- 24 juillet : James Chadwick, physicien britannique
- 4 septembre : Marcel Achard, écrivain, acteur et dramaturge. (° 5 juillet 1899)